# Bom Sucesso (ort)
Bom Sucesso är en ort i Brasilien.   Den ligger i kommunen Bom Sucesso och delstaten Minas Gerais, i den sydöstra delen av landet, 700 km sydost om huvudstaden Brasília. Bom Sucesso ligger 941 meter över havet och antalet invånare är 13 786.
Terrängen runt Bom Sucesso är platt åt nordväst, men åt sydost är den kuperad. Närmaste större samhälle är Santo Antônio do Amparo, 19,2 km nordväst om Bom Sucesso.
Omgivningarna runt Bom Sucesso är huvudsakligen savann. Runt Bom Sucesso är det ganska glesbefolkat, med 28 invånare per kvadratkilometer.